# أحمد ونيس

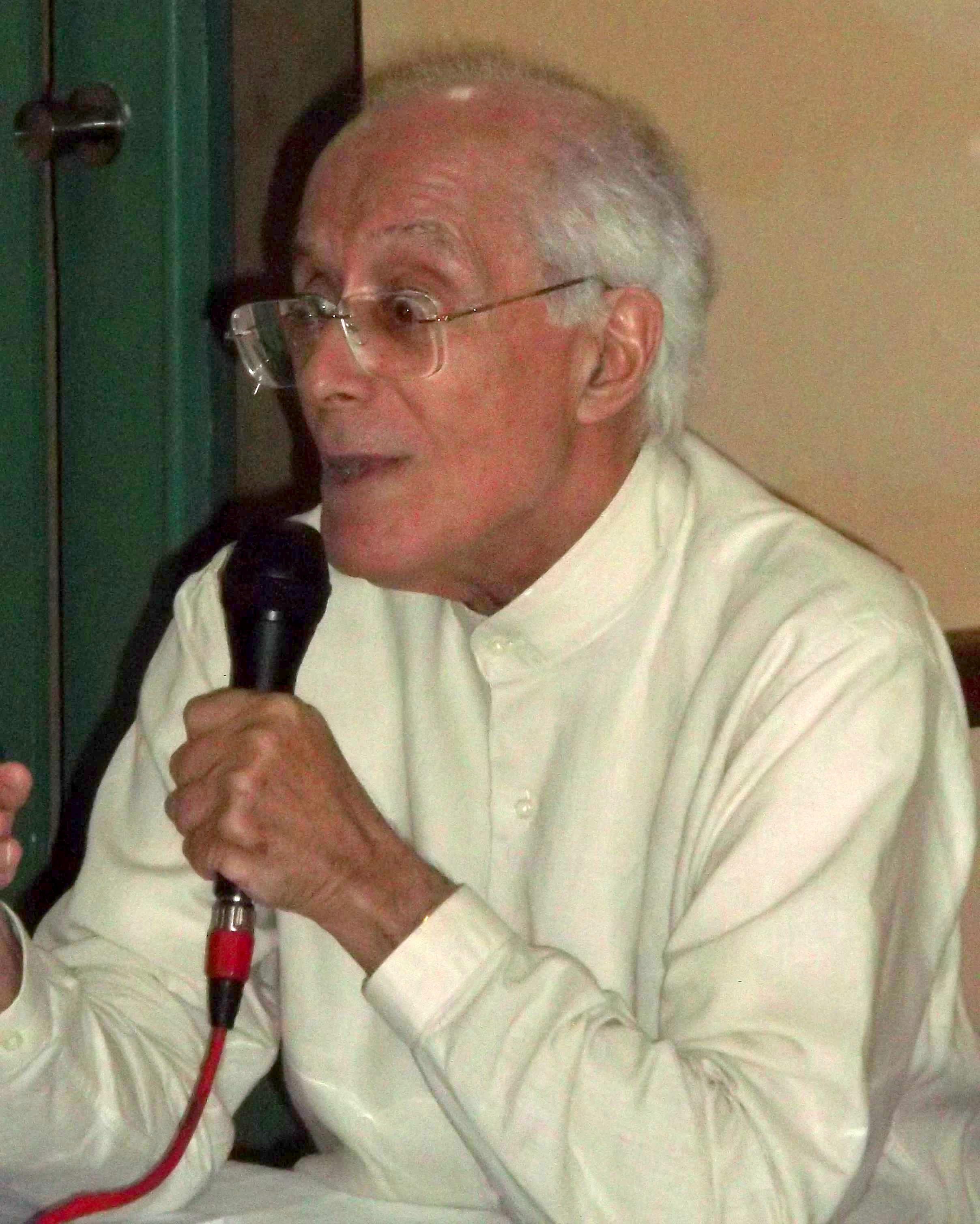
أحمد ونيس أثناء القاءه لمحاضرة في عين دراهم، جويلية 2012

أحمد ونيّس، ولد بتونس العاصمة في 25 جانفي 1936، دبلوماسي وسياسي تونسي.
عمل سفيرا في كل من موسكو ونيودلهي. ثم اقترب من المعارضة في عهد زين العابدين بن علي حيث كان يحضر أنشطتها ويحاضر على منابرها. بعد الثورة وخروج بن علي من السلطة، عين كاتب دولة للشؤون الخارجية في الحكومة التي شكلها محمد الغنوشي في 17 جانفي 2011 ثم وزيرا للشؤون الخارجية في الحكومة الثانية التي شكلها محمد الغنوشي في 27 جانفي 2011 عوض كمال مرجان. أجبر على الاستقالة في 13 فيفري 2011 إثر التصريحات المثيرة للجدل التي أدلى بها حول وزيرة الخارجية الفرنسية ميشال آليو ماري التي نعتها بصديقة تونس بينما هي وقفت إلى جانب نظام بن علي حتى اللحظة الأخيرة وعبرت عن استعدادها لمده بالمساعدة الفنية لمواجهة المظاهرات.